# (32069) Mayarao
2000 JS60 (asteroide 32069) é um asteroide da cintura principal. Possui uma excentricidade de 0.05115210 e uma inclinação de 7.34621º.
Este asteroide foi descoberto no dia 7 de maio de 2000 por LINEAR em Socorro.